# Santa Cruz (kommun i Honduras, Departamento de Lempira, lat 14,32, long -88,50)
Santa Cruz är en kommun i Honduras.   Den ligger i departementet Departamento de Lempira, i den västra delen av landet, 140 km väster om huvudstaden Tegucigalpa. Antalet invånare är 4 815.